# Azohydromonas caseinilytica
Azohydromonas caseinilytica es una bacteria gramnegativa del género Azohydromonas. Fue descrita en el año 2021. Su etimología hace referencia a disolución de caseína. Es aerobia y móvil por flagelación perítrica. Tiene un tamaño de 1,2-1,7 μm de ancho por 2,6-2,9 μm de largo. Forma colonias convexas, circulares y blancas en agar R2A tras 7 días de incubación. También crece en agar TSA, pero no en LBA, BHI, PDA ni MA. Catalasa y oxidasa positivas. Temperatura de crecimiento entre 15-45 °C, óptima de 25-35 °C. Tiene un genoma de 6,6 Mpb y un contenido de G+C de 69,9%. Se ha aislado del suelo en Corea del Sur. 